# Elins död
Elins död eller Elinan surma är en finsk ballad med medeltida rötter.

## Bakgrund
Balladen är kompilerad av olika stoff av Elias Lönnrot och publicerades första gången 1840 i Kanteletar. Arkivalier från 1500-talet berättar om en domare Klaus Djäkn som bränner ihjäl sin hustru Elin och deras enda barn och gifter sig med en Kirsti. För att bygga upp balladens struktur har använts skandinaviska ballader. 

## Balladen
Riddaren Klaus Kurck äktar Elin. Den avundsjuka pigan Kirsti ljuger då för Kurck att Elin har ett förhållande med drängen Uolevi (Olof). Kirsti lurar Uolevi och Elin in i samma rum och duperar samtidigt Kurck med att de har ett hemligt kärleksmöte där. Därför bränner Kurck ned byggnaden. I slutstroferna speglas Kurcks ånger och straff.